# Heather Richardson
Heather Richardson (ur. 20 marca 1989 w High Point) – amerykańska łyżwiarka szybka, wielokrotna medalistka mistrzostw świata i czterokrotna zdobywczyni Pucharu Świata.

## Kariera
Pierwszy sukces Heather Richardson osiągnęła w 2011 roku, kiedy zdobyła brązowy medal w biegu na 1000 m podczas dystansowych mistrzostw świata w Inzell. W zawodach tych wyprzedziły ją jedynie Kanadyjka Christine Nesbitt oraz Ireen Wüst z Holandii. Na rozgrywanych dwa lata później sprinterskich mistrzostwach świata w Salt Lake City zdobyła złoty medal. W tej samej konkurencji była trzecia podczas sprinterskich mistrzostw świata w Nagano w 2014 roku, plasując się za Chinkami Yu Jing i Zhang Hong. 
W 2010 roku startowała na igrzyskach olimpijskich w Vancouver, zajmując szóste miejsce w biegu na 500 m, dziewiąte na 1000 m oraz szesnaste w biegu na 1500 m. Na rozgrywanych cztery lata później igrzyskach w Soczi była szósta w biegu drużynowym, siódma w biegach na 1000 i 1500 m oraz ósma na 500 m. Następnie zdobyła trzy medale podczas dystansowych mistrzostw świata w Heerenveen w 2015 roku: złoty na 500 m, srebrny na 1000 m i brązowy na 1500 m. Kolejne dwa medale zdobyła na dystansowych mistrzostwach świata w Kołomnie w 2016 roku, zajmując drugie miejsca na 1000 i 1500 m. Na obu tych dystansach zwyciężyła podczas rozgrywanych rok później dystansowych mistrzostw świata w Gangneung 2017, a w starcie masowym zajęła trzecie miejsce. W 2017 roku wywalczyła też srebrny medal na sprinterskich mistrzostwach świata w Calgary.
Wielokrotnie stawała na podium zawodów Pucharu Świata, odnosząc przy tym kilkadziesiąt zwycięstw. Najlepsze wyniki osiągała w sezonach 2013/2014, 2014/2015 i 2016/2017, kiedy zwyciężała w klasyfikacji generalnej. Ponadto w sezonach 2010/2011, 2012/2013, 2013/2014 i 2016/2017 wygrywała w klasyfikacji 1000 m, w sezonie 2015/2016 była najlepsza na 500 m, a w sezonie 2016/2017 triumfowała także w klasyfikacji 1500 m.